# Ishmael Yartey
Ishmael Yartey est un footballeur ghanéen, né le 11 janvier 1990 à Agona Swedru (Ghana). Il évolue au poste d'ailier gauche.

## Biographie
Ishmael Yartey commence sa carrière de footballeur professionnel très jeune au Ghana avec le All Blacks FC. Repéré par le Benfica Lisbonne, il rejoint son centre de formation dans le cadre d'un prêt d'un avec une option d'achat. Il fait ses preuves à Lisbonne et signe définitivement avec ce club. Il participe à la Coupe du monde des moins de 17 ans en 2007 en Corée du Sud. La sélection ghanéenne termine 4e de cette compétition et Yartey inscrit un but contre la Colombie.
L'entraîneur Quique Sánchez Flores l'appelle à jouer avec l'équipe senior, pourtant il est prêté le 15 juillet 2009 en 2e division à Beira-Mar. Il est ensuite successivement prêté au CD Fátima en 2e division puis à nouveau à Beira-Mar mais cette fois-ci en 1re division pour la saison 2010-2011.
Au début de la saison 2011-2012, alors qu'il n'a toujours pas participé à un seul match officiel avec le Benfica, il est une nouvelle fois prêté, et prend la direction du championnat suisse et du Servette FC. Il y fait forte impression et s'impose comme un des meilleurs jeunes joueurs offensifs de la ligue.
Le 16 mai 2012, il est appelé pour la première fois en sélection senior à l'occasion d'un match contre le Lesotho dans le cadre des tours préliminaires de qualification à la coupe du monde 2014, mais il n'entre pas en jeu.
Le 19 juillet 2012, il est transféré au FC Sochaux-Montbéliard et signe un contrat de quatre ans. Un an plus tard, après seulement dix matchs en Ligue 1, Ishmael Yartey est prêté au FC Sion. Ce dernier lève l'option d'achat en fin de saison avant de prêter à son tour le joueur, aux Portland Timbers cette fois-ci. Après seulement trois mois dans l'Oregon, Yartey retourne à Sion avant d'être de nouveau prêté au Gil Vicente FC.
Il quitte finalement le club du valais en direction du stade nyonnais. Après une seule saison, il quitte le club et enchaine les clubs en Finlande, Arabie Saoudite, Bahrein et Norvège.

## Palmarès
- Champion de Liga Vitalis (D2 portugaise) : 2010